# Francie na Letních olympijských hrách 1948
Francii na Letních olympijských hrách v roce 1948 v Londýně reprezentovala výprava 316 sportovců (279 mužů a 37 žen) v 20 sportech.

## Medailisté
| Medaile | Jméno | Sport      | Soutěž                              |
| ------- | --- | ---------- | ----------------------------------- |
| Zlato   | Micheline Ostermeyerová | Atletika   | Ženy hod diskem                     |
| Zlato   | Micheline Ostermeyerová | Atletika   | Ženy vrh koulí                      |
| Zlato   | José Beyaert | Cyklistika | Muži silniční závod jednotlivců     |
| Zlato   | Jacques Dupont | Cyklistika | Muži 1000 m s pevným startem        |
| Zlato   | Fernand Decanali Pierre Adam Serge Blusson Charles Coste | Cyklistika | Družstvo mužů 4 000 m stíhací závod |
| Zlato   | André Jousseaume Jean Saint-Fort Paillard Maurice Buret | Jezdectví  | Drezura - družstva                  |
| Zlato   | Bernard Chevallier | Jezdectví  | Jezdecká všestrannost - jednotlivci |
| Zlato   | Jéhan Buhan | Šerm       | Fleret jednotlivci                  |
| Zlato   | Andre Bonin René Bougnol Jéhan Buhan Jacques Lataste Christian d'Oriola Adrian Rommel | Šerm       | Fleret družstvo                     |
| Zlato   | Henri Guerin Henri Lepage Marcel Desprets Michel Pécheux Édouard Artigas Maurice Huet | Šerm       | Kord družstvo                       |
| Stříbro | Alain Mimoun | Atletika   | Muži běh na 10 000 m                |
| Stříbro | Jean Kerebel François Schewetta Robert Chef d'Hôtel Jacques Lunis | Atletika   | Muži štafeta 4 × 400 m              |
| Stříbro | Ignace Heinrich | Atletika   | Muži desetiboj                      |
| Stříbro | André Barrais Michel Bonnevie André Buffière René Chocat René Dérency Maurice Desaymonet André Even Maurice Girardot Fernand Guillou Raymond Offner Jacques Perrier Yvan Quénin Lucien Rebuffic Pierre Thiolon | Basketbal  | Turnaj mužů                         |
| Stříbro | André Jousseaume | Jezdectví  | Drezura - jednotlivci               |
| Stříbro | Christian d'Oriola | Šerm       | Fleret jednotlivci                  |
| Bronz   | Marcel Hansenne | Atletika   | Muži běh na 800 m                   |
| Bronz   | Micheline Ostermeyerová | Atletika   | Ženy skok vysoký                    |
| Bronz   | Jacqueline Mazéasová | Atletika   | Ženy hod diskem                     |
| Bronz   | Robert Boutigny | Kanoistika | C-1 1 000 m                         |
| Bronz   | Georges Dransart Georges Gandil | Kanoistika | C-2 1 000 m                         |
| Bronz   | Georges Dransart Georges Gandil | Kanoistika | C-2 10 000 m                        |
| Bronz   | Henri Eberhardt | Kanoistika | K-1 1 000 m                         |
| Bronz   | José Beyaert Jacques Dupont Alain Moineau | Cyklistika | Družstvo mužů - hromadný start      |
| Bronz   | Gaston Dron René Faye | Cyklistika | Muži tandem                         |
| Bronz   | Jean-François d'Orgeix | Jezdectví  | Parkurové skákání - jednotlivci     |
| Bronz   | Georges Vallerey | Plavání    | Muži 100 m znak                     |
| Bronz   | Joseph Bernardo René Cornu Henri Padou Alex Jany | Plavání    | Muži štafeta 4 × 200 m volný způsob |
| Bronz   | Charles Kouyos | Zápas      | muži, volný styl do 57 kg           |